# Syzygium barringtonioides
Syzygium barringtonioides là một loài thực vật có hoa trong Họ Đào kim nương. Loài này được (Ridl.) Masam. miêu tả khoa học đầu tiên năm 1942.